# Colours in the Dark
Colours in the Dark (укр. Кольори в темряві) — четвертий студійний альбом фінської вокалістки Тар'ї Турунен. Запис вийшов 30 серпня 2013 в Австрії, Бразилії, Фінляндії, Німеччині, Португалії, Іспанії та Швейцарії; 2 вересня в Норвегії, Польщі та Чехії; 3 вересня в Сполучених Штатах і Канаді; 4 вересня в Бельгії, Данії, Нідерландах, Швеції та Великій Британії. Зведення було зроблене Тімом Палмером в Остіні, Техас (Сполучені Штати). 17 жовтня 2013 Тар'я розпочала на підтримку альбому Colours in the Dark World Tour. Назва альбому, як і зображення на обкладинці, прийшли як метафора від ідеї, що життя має широкий спектр кольорів і темний поглинає їх усіх, містить у собі всі кольори.
Офіційне відео на пісню «Never Enough» вийшло 31 травня. Відео було відзняте в Зліні, Чехія. Пісня також вийшла синглом на iTunes.
Перший музичний кліп на пісню «Victim of Ritual» зняли у Берліні, Німеччина і вийшов 10 липня. Промо-тізер вийшов 26 червня.
12 вересня 2013 року Earmusic — лейбл Тар'ї — оголосив, що другим синглом з альбому буде «500 Letters». Ця пісня вийде суворо лімітованим CD-синглом, доступним для завантаження наприкінці жовтня. Промо-тізер відеокліпу вийшов 25 жовтня, і Earmusic оголосив, що прем'єра буде 31 жовтня. «500 Letters» вийшов 1 листопада 2013 тільки у вигляді для цифрового завантаження.
20 лютого з блогу стало відомо, що нова версія альбому під назвою «Left in the Dark» (укр. Залишене у темряві) вийде пізніше цьогоріч і міститиме інші версії пісень оригінального Colours in the Dark, зокрема акустичні версії 500 Letters та Until Silence.

## Тло
Вокальний запис альбому почався із запізненням 2012 року і тривав до початку 2013 року. Назви альбомних пісень час від часу спливали в блозі Тар'ї, як було і з альбомом My Winter Storm (2007). Назва альбому постала з тексту пісні «Until Silence». Це втретє, коли ім'я альбому походить з тексту однієї з пісень. Художні роботи і деякі рекламні фотографії для цього альбому були зроблені головно в Індії під час світового турне What Lies Beneath World Tour 2011 року. Наприкінці цього турне Тар'я вже виконала «Into the Sun» та іншу версія «Never Enough». Обидві пісні з'явилися на альбомі Colours in the Dark і також були представлені на відео-альбомі Act I.
У процесі створення Тар'я стверджувала, що вона «багато дізналася як соліст про добре і погане, і часто останніми роками [вона] думала, що ніколи не досягне тієї точки, де [вона] зараз», а також додала, що вона мала багато «позитивних і негативних» переживань, якими завершився цей запис, «напрочуд багатий на кольори, тіні, глибинні аспекти і що це не відображається при першому прослуховуванні».
У середині 2013 року Турунен почала через Earmusic завантажувати по два відео на тиждень до випущеного альбому. Офіційне попереднє прослуховування почалося за тиждень до релізу альбому.
Обкладинку альбому створив художник Дірк Рудольф.

## Список треків
| Стандартне видання | Стандартне видання                  | Стандартне видання                                                     | Стандартне видання |
| #                  | Назва                               | Автор                                                                  | Тривалість         |
| ------------------ | ----------------------------------- | ---------------------------------------------------------------------- | ------------------ |
| 1.                 | «Victim of Ritual»                  | Mattias Lindblom, Anders Wollbeck, Tarja Turunen                       | 5:54               |
| 2.                 | «500 Letters»                       | Johnny Lee Andrews, Tarja Turunen                                      | 4:22               |
| 3.                 | «Lucid Dreamer»                     | Mattias Lindblom, Anders Wollbeck, Tarja Turunen                       | 7:28               |
| 4.                 | «Never Enough»                      | Johnny Lee Andrews, Tarja Turunen                                      | 5:20               |
| 5.                 | «Mystique Voyage»                   | Tarja Turunen                                                          | 7:14               |
| 6.                 | «Darkness»                          | Пітер Гебріел                                                          | 5:38               |
| 7.                 | «Deliverance»                       | James Michael Dooley, Mattias Lindblom, Anders Wollbeck, Tarja Turunen | 7:27               |
| 8.                 | «Neverlight»                        | Єспер Стремблад, Mattias Lindblom, Anders Wollbeck, Tarja Turunen      | 4:33               |
| 9.                 | «Until Silence»                     | Marko Saaresto, Olli Tukiainen, Markus Kaarlonen, Tarja Turunen        | 5:03               |
| 10.                | «Medusa (feat. Justin Furstenfeld)» | Bart Hendrickson, Angela Heldmann, Tarja Turunen                       | 8:12               |

Бонуси для iTunes:
- «Neverlight» (Full Orchestral Version)
- «Until Silence» (Orchestral Version)

| Спеціальне видання | Спеціальне видання                  | Спеціальне видання                                                     | Спеціальне видання |
| #                  | Назва                               | Автор                                                                  | Тривалість         |
| ------------------ | ----------------------------------- | ---------------------------------------------------------------------- | ------------------ |
| 1.                 | «Victim of Ritual»                  | Mattias Lindblom, Anders Wollbeck, Tarja Turunen                       | 5:54               |
| 2.                 | «500 Letters»                       | Johnny Lee Andrews, Tarja Turunen                                      | 4:22               |
| 3.                 | «Lucid Dreamer»                     | Mattias Lindblom, Anders Wollbeck, Tarja Turunen                       | 7:28               |
| 4.                 | «Never Enough»                      | Johnny Lee Andrews, Tarja Turunen                                      | 5:20               |
| 5.                 | «Mystique Voyage»                   | Tarja Turunen                                                          | 7:14               |
| 6.                 | «Darkness»                          | Peter Gabriel                                                          | 5:38               |
| 7.                 | «Deliverance»                       | James Michael Dooley, Mattias Lindblom, Anders Wollbeck, Tarja Turunen | 7:27               |
| 8.                 | «Neverlight»                        | Jesper Strömblad, Mattias Lindblom, Anders Wollbeck, Tarja Turunen     | 4:33               |
| 9.                 | «Until Silence»                     | Marko Saaresto, Olli Tukiainen, Markus Kaarlonen, Tarja Turunen        | 5:03               |
| 10.                | «Medusa (feat. Justin Furstenfeld)» | Bart Hendrickson, Angela Heldmann, Tarja Turunen                       | 8:12               |

Включає:
- Завантажувальний код для студійної версії «Into the Sun»
- 40-сторінковий ілюстрований буклет.

| Лімітоване коробкове видання | Лімітоване коробкове видання        | Лімітоване коробкове видання                                           | Лімітоване коробкове видання |
| #                            | Назва                               | Автор                                                                  | Тривалість                   |
| ---------------------------- | ----------------------------------- | ---------------------------------------------------------------------- | ---------------------------- |
| 1.                           | «Victim of Ritual»                  | Mattias Lindblom, Anders Wollbeck, Tarja Turunen                       | 5:54                         |
| 2.                           | «500 Letters»                       | Johnny Lee Andrews, Tarja Turunen                                      | 4:22                         |
| 3.                           | «Lucid Dreamer»                     | Mattias Lindblom, Anders Wollbeck, Tarja Turunen                       | 7:28                         |
| 4.                           | «Never Enough»                      | Johnny Lee Andrews, Tarja Turunen                                      | 5:20                         |
| 5.                           | «Mystique Voyage»                   | Tarja Turunen                                                          | 7:14                         |
| 6.                           | «Darkness»                          | Peter Gabriel                                                          | 5:38                         |
| 7.                           | «Deliverance»                       | James Michael Dooley, Mattias Lindblom, Anders Wollbeck, Tarja Turunen | 7:27                         |
| 8.                           | «Neverlight»                        | Jesper Strömblad, Mattias Lindblom, Anders Wollbeck, Tarja Turunen     | 4:33                         |
| 9.                           | «Until Silence»                     | Marko Saaresto, Olli Tukiainen, Markus Kaarlonen, Tarja Turunen        | 5:03                         |
| 10.                          | «Medusa (feat. Justin Furstenfeld)» | Bart Hendrickson, Angela Heldmann, Tarja Turunen                       | 8:12                         |

Включає:
- Спеціальний випуск альбому
- Ексклюзивну футболку «Colours in the Dark»
- 60-сторінковий фотоальбом (папір 150g)
- Двосторонній плакат (розміру A2)
- Фото-колаж плакат (розміру A2)
- Завантажувальний код для бонус-треків: «Into The Sun», «Deliverance (Instrumental)» and «Medusa (Tarja Solo Version)».

## Відгуки
Тодд Лайонс з About.com дав альбомові декілька сприятливих відгуків, проте не без критики; він описав його як «більш ризикований, ніж попередні три сольні альбоми Тар'ї», і що це «величезна панорама оперного металу, в якій робиться спроба деяких художніх експериментів, які, втім, постійно роздавлюються пихатістю альбому». У той же час у «Lucid Dreamer» він знаходить «нестерпні вади». Анетт Ользон, Тар'їна заміна в Nightwish, висловила вдячність за альбом, зазначивши, що «це дійсно її найкращий альбом на цей час», а також, що Тар'я «безумовно знайшла свій стиль».
Джейсон Річі з Get Ready to Rock позитивно схарактеризував альбом, давши йому 4 з половиною зірки з 5. Він сказав, що головна перевага Тар'ї в її минулому з Nightwish, яке продовжує цікавити і фанатів Nightwish, і її нових фанатів.

## Чарти
| Чарт (2013)                                           | Найвища позиція |
| ----------------------------------------------------- | --------------- |
| Австрія Ö3 Austria Top 40                             | 14              |
| Бельгія (Фландрія) Ultratop                           | 34              |
| Бельгія (Валонія) Ultratop                            | 33              |
| Чехія IFPI                                            | 7               |
| Нідерланди MegaCharts                                 | 29              |
| Фінляндія Finland's Official List                     | 5               |
| Франція Syndicat National de l'Édition Phonographique | 54              |
| Німеччина Media Control Charts                        | 6               |
| Норвегія VG-lista                                     | 29              |
| Польща Polish Albums Chart                            | 8               |
| Росія                                                 | 5               |
| Швеція Sverigetopplistan                              | 53              |
| Швейцарія Swiss Music Charts                          | 20              |
| Велика Британія UK Albums Chart                       | 109             |
| Велика Британія UK Rock Chart                         | 10              |
| США US Billboard Top Heatseekers                      | 13              |
| США US Billboard Hard Rock Albums                     | 25              |

## Персонал
| - Тар'я Турунен — провідний вокал і піаніно - Alex Scholpp, Julian Barrett — гітара - Kevin Chown, Дуґ Вімбіш — бас-гітара - Christian Kretschmar — клавішні - Майк Террана — барабани - Макс Лілья — віолончель Запрошені музиканти - Thomas Bloch — скляна гармоніка, Cristal Baschet - Saro Danielian — дудук, гобой - Doug Wimbish - Mamu - Justin Furstenfeld — вокал («Medusa») - Керолайн Левелл — віолончель - Naomi Cabuli Turunen (дочка Тар'ї) («Lucid Dreamer») - Mel Wesson - James Dooley — оркестрове та хорове аранжування, треки 1, 3, 5, 7, 8, 9 - Bart Hendrickson — оркестрове та хорове аранжування, трек 10 - Макс Лілья — оркестрове аранжування для віолончелі - Mel Wesson — дизайн музичного ембієнту, трек 3, 4, 7 - Tim Palmer — програмування, треки 3, 4, 5 - Mel Wesson — програмування, трек 7 - Bart Hendrickson — програмування, трек 10 - Mic — допомога в записі для iPhone, трек 5 - Jetro Vainio, Mario Altamirano, Torsten Stenzel, Daniel Willy — інженери звукозапису - Martin Musctello, José Maradei — асистенти інженерів - Tim Palmer — додатковий продакшн і мікшування - Alex Scholpp, Julian Barrett, Jim Dooley — виконавчі продюсери. |